# Натухай
Натухай (адыг. Нэтыхъуай) — аул в Тахтамукайском районе Республики Адыгея России. Входит в Тахтамукайское сельское поселение.

## География
Расположен в 6 км к югу от районного центра аула Тахтамукая. 

## История
Основан в 1924 году переселенцами из аула Суворов-Черкесского (сейчас посёлок в городском округе Анапе Краснодарского края).

## Население
| 2002 | 2010 | 2013 | 2014 | 2015 | 2016 | 2017 |
| ---- | ---- | ---- | ---- | ---- | ---- | ---- |
| 325  | ↗341 | →341 | ↘334 | ↘328 | →328 | ↘323 |
| 2018 | 2019 | 2020 | 2021 | 2023 | 2024 |      |
| ↗330 | ↘321 | ↘320 | ↗353 | →353 | →353 |      |

По данным Всероссийской переписи 2021 года:
| Народ           | Численность, чел. | Доля от всего населения, % |
| --------------- | ----------------- | -------------------------- |
| адыги (черкесы) | 321               | 90,94 %                    |
| русские         | 32                | 9,06 %                     |
| всего           | 353               | 100,0 %                    |

## Улицы
- Ленина,
- Степной переулок,
- Хакурате,
- Юрия Гагарина.